# Cirene i Creta

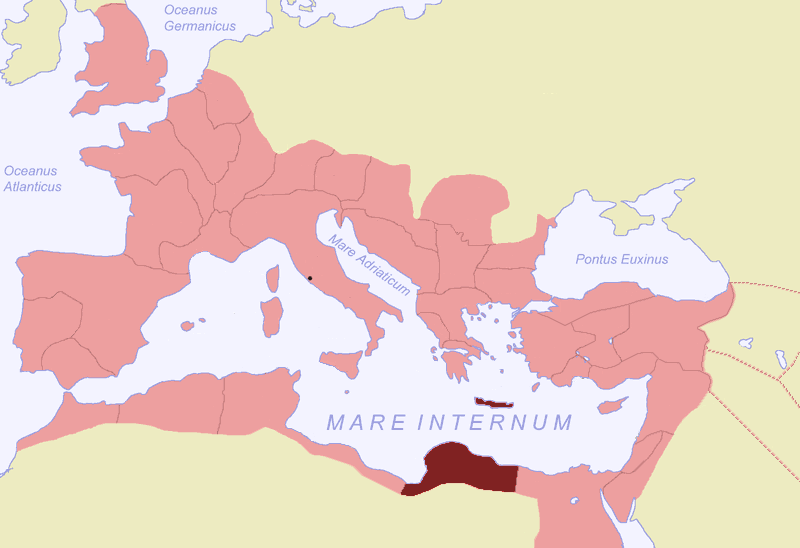
Província de Cirene i Creta (o Creta i Cirene)

Cirene i Creta (Cyrene et Creta) van ser una província romana constituïda amb els territoris de l'illa de Creta i de la Cirenaica, que va existir almenys per dos segles, d'August a Sèptim Sever.

## Estatut
La Cirenaica va ser organitzada en província solament l'any 74 aC, després haver estat deixada en herència per Ptolemeu Apió, amb l'arribada del primer llegat de rang pretorià (legatus pro praetore), auxiliat per un qüestor (quaestor pro praetore). Marc Antonio, en l'àmbit de la seva política oriental, va assignar la Cirenaica el 36 aC a Cleòpatra V Selene, la filla tinguda amb Cleòpatra VII i tal situació va persistir fins a la batalla d'Accium (31 aC). El 67 aC en canvi va ser constituïda la província de Creta, la qual, després de la batalla de Filipos, va fer part dels domini del triumvir Marc Antonio, que el 43 aC va concedir la llibertat a les ciutats cretenques, revocata per Octavi August després de la desfeta de Marc Antonio a Accium.
Després de la batalla d'Accium, August, en l'àmbit de la seva reforma de l'administració provincial del 27 aC va reunir Creta i Cirene, i la va convertir en una sola província senatorial, governada per un procònsol de rang pretorià i amb capital a Gortina, a Creta.
Amb la reforma de Dioclecià la província va quedar novament separada: la Cirenaica, addicionalment subdividida en les dues noves províncies de Lybia superior (oriental) i Lybia inferior (occidental), va entrar a fer part de la diòcesi d'Orient (Oriens), en la Prefettura del Pretori d'Orient (per Orientem), mentre la nova província de Creta va ser inserida en la diòcesi de Mèsia, de la Prefettura del pretorio d'Il·líria (Illyricum). A la mort de Teodosi I el 395, amb la subdivisió de l'Imperi Romà, ambdues van fer part de l'Imperi Romà d'Orient (Creta en la nova diòcesi de Macedònia, i sempre en la prefectura del pretori d'Il·líria o Illyricum).
| Abans de la conquesta romana           | Cirenaica (Tolomei)                                               | Cirenaica (Tolomei)                                               | Cirenaica (Tolomei)                                               | Cirenaica (Tolomei)                                               | Cirenaica (Tolomei)                                               | Cirenaica (Tolomei)                                               | Creta (pirates)                                        | Creta (pirates)                                        | Creta (pirates)                                        |
| el 74 aC.                              | Cirenaica                                                         | Cirenaica                                                         | Cirenaica                                                         | Cirenaica                                                         | Cirenaica                                                         | Cirenaica                                                         | Creta (pirates)                                        | Creta (pirates)                                        | Creta (pirates)                                        |
| el 67 aC.                              | Cirenaica                                                         | Cirenaica                                                         | Cirenaica                                                         | Cirenaica                                                         | Cirenaica                                                         | Cirenaica                                                         | Creta                                                  | Creta                                                  | Creta                                                  |
| el 36 aC.                              | Cirenaica donata a Cleòpatra Selene (filla de Cleòpatra d'Egipte) | Cirenaica donata a Cleòpatra Selene (filla de Cleòpatra d'Egipte) | Cirenaica donata a Cleòpatra Selene (filla de Cleòpatra d'Egipte) | Cirenaica donata a Cleòpatra Selene (filla de Cleòpatra d'Egipte) | Cirenaica donata a Cleòpatra Selene (filla de Cleòpatra d'Egipte) | Cirenaica donata a Cleòpatra Selene (filla de Cleòpatra d'Egipte) | Creta a Cleòpatra d'Egipte                             | Creta a Cleòpatra d'Egipte                             | Creta a Cleòpatra d'Egipte                             |
| el 30 aC.                              | Creta i Cirenaica (són unides per l'emperador Augusto)            | Creta i Cirenaica (són unides per l'emperador Augusto)            | Creta i Cirenaica (són unides per l'emperador Augusto)            | Creta i Cirenaica (són unides per l'emperador Augusto)            | Creta i Cirenaica (són unides per l'emperador Augusto)            | Creta i Cirenaica (són unides per l'emperador Augusto)            | Creta i Cirenaica (són unides per l'emperador Augusto) | Creta i Cirenaica (són unides per l'emperador Augusto) | Creta i Cirenaica (són unides per l'emperador Augusto) |
| el 193                                 | Cirenaica (independent de Creta)                                  | Cirenaica (independent de Creta)                                  | Cirenaica (independent de Creta)                                  | Cirenaica (independent de Creta)                                  | Cirenaica (independent de Creta)                                  | Cirenaica (independent de Creta)                                  | Creta (independent de Cirenaica)                       | Creta (independent de Cirenaica)                       | Creta (independent de Cirenaica)                       |
| Reforma de Dioclecià                   | Líbia Superior o Pentàpolis (oriental)                            | Líbia Superior o Pentàpolis (oriental)                            | Líbia Superior o Pentàpolis (oriental)                            | Líbia Inferior o Sicca (occidental)                               | Líbia Inferior o Sicca (occidental)                               | Líbia Inferior o Sicca (occidental)                               | Creta                                                  | Creta                                                  | Creta                                                  |
| De Constantí I (324) a Teodosi I (395) | Lybia superior (oriental)                                         | Lybia superior (oriental)                                         | Lybia superior (oriental)                                         | Lybia inferior (occidental)                                       | Lybia inferior (occidental)                                       | Lybia inferior (occidental)                                       | Creta                                                  | Creta                                                  | Creta                                                  |

## Història

### Època republicana

#### La Cirenaica republicana
La Cirenaica havia passat a formar part dels domini egipcis ja a partir de Ptolemeu I Sòter, però fou teatre de freqüents usurpacions i rebel·lions.
El 96 aC Ptolemeu Apió, que havia rebut el regne de Cirenaica el 116 aC. a la mort de Ptolemeu VIII, del qual era probablement fill il·legítim, el va deixar en herència a l'estat romà. Roma no va procedir a l'annexió immediata, fos per la posició perifèrica i el territori limitat, que no atreien als comerciants italians i les societats de publicans, o be pel compromís en la guerra social primer i la guerra civil entre Marius i Sil·la després. Les ciutats de la Pentàpolis cirenaica (Cirene, Teuchira-Arsinoe, Euespèride-Berenice, avui Bengasi, Apol·lònia i Barca-Tolemaida) van ser mentrestant seu de lluites i enfrontaments, sigui entre ells, sigui a l'interior per les lluites entre oligarques i demòcrates, mentre algunes localitats de la costa van esdevenir nius de pirates. Hi va haver una breu intervenció de Lucul·le (aleshores procònsol de la província de Cilícia) el 87-86 aC, sense èxit.
El 74 aC es vs instituir la nova província, governada per un llegat de rang pretorià (legatus pro praetore), auxiliat per un qüestor (quaestor pro praetore) i Roma en va començar l'explotació dels agri regi Apionis, les propietats regies rebudes per testament, gestionades per societats de pubblicani.
Durant la guerra civil entre Cèsar i Pompeu la província es va decantar pel segoni després de la batalla de Farsàlia va ser gravada per Cèsar amb un tribut en espècie, relatiu a la producció del silphium. Va ser així doncs assignada a Cassi Longí i després de la batalla de Filipos a Marc Antoni. Aquest darrer, en l'àmbit de la seva política oriental, la va assignar el 36 aC a Cleòpatra Selene, la filla tinguda amb Cleòpatra VII d'Egipte i tal situació va subsistir fins a la batalla d'Accium.

#### Creta republicana
Les intervencions de Roma en l'illa en època republicana van ser causades per la repressió de la pirateria: una primera intervenció es va fer el 189 aC per Luci Fabi Labeó, comandant de la flota, que no obstant no va aconseguir a obtenir la restitució dels ciutadans romans presoners dels pirates; successivament Roma va intervenir en diverses casos com arbitre en les lluites entre les ciutats de l'illa.
El 74 aC Marc Antoni Crètic, pare de Marc Antoni, va dirigir una expedició que va concloure amb una derrota. Una nova expedició fou dirigida per Quint Cecili Metel Crètic la qual va ser recolzada per les ciutats de Gortina (o Gortyna) i de Polirrenio (Polyrrhenion), mentre els principals centres de la resistència antiromana (Cydonia, Cnossos, Lappa, Lytto i Hierapytna) van ser progressivament conquistats, tot i les divergències sorgides entre Quint Metel i el llegat enviat a l'illa per Pompeu, que sobre la base de la llei Gabínia (lex Gabinia) havia obtingut el comandament extraordinari per la lluita contra els pirates.
Després de la conquesta Quint Cecili Metel va agafar el cognom de "Crètic" i el 67 aC va constituir la província de Creta. Les ciutats cretenques van ser favorables a Pompeu durant la guerra civil amb Cèsare. Va ser assignada a Marc Juni Brut i després de la batalla de Filipos va fer part dels dominis del triumvir Marc Antoni, que el 43 aC va concedir la llibertat a les ciutats cretenques, revocada per Octavi August després de la desfeta de Marc Antoni a Accium.

### Cirenaica i Creta en època imperial

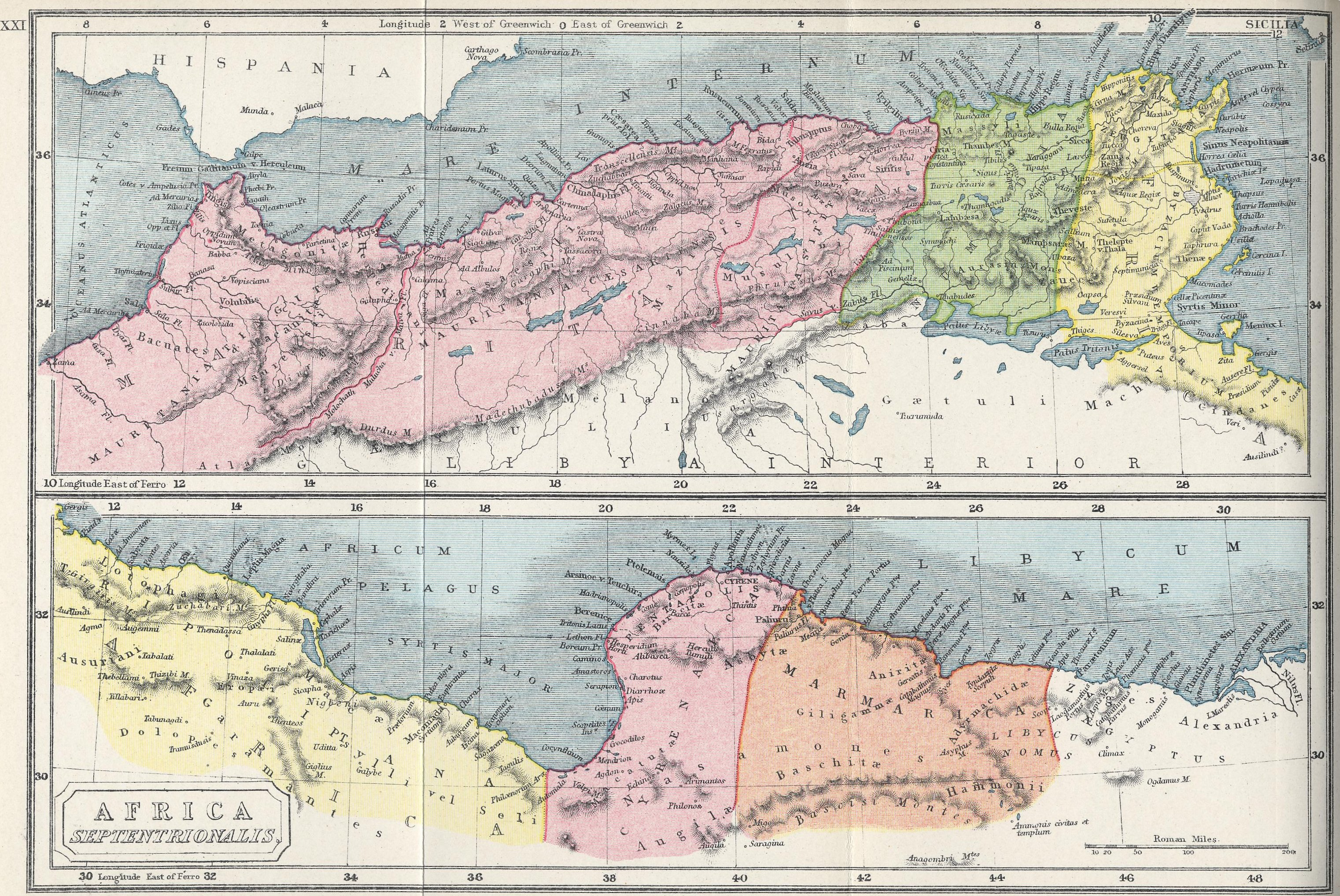
En els dos mapes són indicades les províncies romanes de Mauritània Tingitana, Mauritània Caesariense, Numídia i Àfrica (a dalt), Tripolitània i Cirenaica (a sota).

Val la pena recordar que en el curs de la seva carrera va ser qüestor de la província de Creta i Cirene el futur emperador Vespasià.

#### Cirenaica
El territori cirenaic era caracteritzat pel contrasto entre les ciutats costaneres de la Pentàpolis, habitades per grecs, i els territoris interiors habitats pels líbics. Les primeres havien conservat les pròpies institucions i autonomia, ja reconeguda per la constitució ptolemaica del 248 aC, i estaven reunides en una associació. En algunes d'aquestes era present una minoria de població jueva, que estava organitzada amb institucions pròpies. Els tributs eren recollits autonomament per les ciutats i les societats de pubblicani s'ocupaven principalment de l'explotació dels agri regi, les antigues terres reials. Pocs ciutadans romans estaven presents a la província però els que hi havia estaven organitzats en un conventus civium Romanorum.
Poques van ser les incursions de les tribus nòmades del desert contra les ciutats de la província almenys en els primers dos segles. Se sap que en el temps de l'emperador Domicià (al voltant del 85-86), el poble tributari dels nasamonis (que vivien al sud de la costa africana entre la Cirenaica i Leptis Magna) es van rebel·lar, portant destrucció i derrotant el mateix legatus legionis de la III Augusta, un cert Cneu Suel·li Flac, que havia anat al seu encontre. Els nasamonis van trobar entre el botí de la legió derrota un carregament de vi que es van beure i es van emborratxar el que va aprofitar Flac per atacar-los amb les restes de les seves forces i els va aniquilar, capgirant el resultat del enfrontament; Domicià va dir llavors davant el Senat: "He impedito al nasamonis d'existir". Força més greu va ser en canvi la rebel·lió dels jueus que va colpejar en particular Cirene al temps de Trajà (en el 115-116).
Entre el 269 i el 270 els generals de Claudi II el Gòtic van lluitar contra la població dels marmaridis als confins de la província d'Àfrica i Cirenaica, derrotant-los i expulsant-los dels territoris que un temps van pertànyer a Cartago que van quedar lliures dels rebels. El 390 les dues Líbies van sofrir contínues incursions per part dels berbers de la regió. En el període 395-410 els austurians van envair Cirenaica repetidament i altre cop el 449.

#### Creta
També a Creta les ciutats van conservar les seves institucions interiors, polítiques i socials i va sobreviure probablement també la federació entre les ciutats de l'illa, sorgida amb capçalera a Cnossos probablement a finals del segle iii aC, però transformada en la forma habitual de concilium provinciae i amb seu traslladada a la capital provincial de Gortina.

## Defensa i exèrcit
ÉS possible que existissin algunes estructures militars a Cirenaica ja en els primers segles d'ocupació romana, i de totes maneres les cinc principals ciutats eren totes dotades de potents murs, a l'interior de les quals podrien haver estat assignats alguns centenars de soldats romans, com resultaria de tota una sèrie d'inscripcions llatines sobre el territori:
- a Cirene podrien haver estat estacionats vexillationes de la Cohors Hispanorum equitata, de la Cohors I Macedonica Gordiana equitata al temps de Gordià III i de la Cohors Lusitanorum Cyrenaica al temps de Tiberi,[10][10]
- a Wadi Kambish podria haver estat ubicada la Cohors Hispanorum equitata;[10]
- a Tolemaida (avui Ad Dirsiyah), els vexillationes de la Legio III Augusta podrien haver estat presents en aquesta antiga polis.

Amb la reforma tetrarquica de Dioclecià van ser construïdes algunes posicions militars de la costa a sud de Bengasi fins a Msus, passant per Tailimun, i seguidament una sèrie de fortins entre Bengasi i Tolemaida sobre la costa o entre Barca i Cirene (també en època romana d'Orient). Se sap finalment, per la Notitia Dignitatum que al voltant del 400 l'exèrcit, després de la reforma tetrarquica i de Constantí I va ser posat sota el comandament del Magister militum praesentalis I, que al seu torn controlava:
- un Dux Thebaidos (per l'Egipte), al front de 42 unitats o destacaments d'unitat;[11]
- un Dux Libyarum, a cap d'una indeterminat nombre d'unitats, com resulta de la part mancant de la Notitia Dignitatum a l'Orient (la n. XXX);
- i un Comes limitis Aegypti, al front de 31 unitats o destacaments d'unitat.[11][12]

Aquesta estructura administrativa-militar va restar sense canvis fins almenys el temps de Justinià I.

## Geografia política i econòmica
L'economia de la província de Creta es basava sobretot en la pirateria, almenys fi a la conquesta romana; aquest és el motiu pel qui va sofrir un període de decadència després de l'annexió romana.
La Cirenaica va ser probablement objecte de fortes espoliacions una vegada annexionada (que van portar a l'extinció de la planta del silphium). Era un territori molt fèrtil quan els grecs van colonitzar aquesta àrea al voltant del segle VII aC, fundant cinc polis a les que van donar el nom de Pentàpolis Cirenaica: la capital Cirene amb el seu port de Apol·lònia (avui Marsa Susa), Teuchira-Arsinoe, Euesperide-Berenice (Bengasi) i Barca-Tolemaida (Al Marj). Aquí com en altres províncies d'origen grec els romans van intervenir en les ciutats preexistents amb una política de manteniment i millora de les estructures existents, a diferència que en altres zones (més occidentals) on van ser fundades nombroses colònies.